# Ruprechtia triflora
Ruprechtia triflora (ivirá) es una especie perenne fanerógama de árboles dioicos de la familia de las poligonáceas. Es endémica de Argentina, Paraguay y Bolivia. Está amenazada por pérdida de hábitat.

## Nombre común
- Choroketi,[1] Choroquete, duraznillo, duraznillo colorado, higuerón, higuerilla hembra, higuerilla macho, manzanilla, manzano del campo, sacha manzano, virarú, virarú colorado (fuente: Syst Bot M 67:24)

## Descripción
Pequeño árbol o arbusto de 3 a 6 m de altura, raramente 20, corteza lisa, parda clara a rojizo, se desprende enrulada en placas pequeñas; copa globosa, muy ramificado desde la base; ramas nudosas, con lenticelas. Hojas caducifolias, simples, pubescentes en el envés, ovadas a elípticas, de 2-7 x 2-5 cm, manchadas color herrumbre cuando viejas, ápice agudo, base obtusa; márgenes ondulado-crenados, con nervación destacada, fuerte en el envés; pecíolo pubescente, de 4-12 mm de largo. Inflorescencias en racimos de 3-9 cm de largo, sin pedicelos. Flor masculina rosada, de 2-4 mm de diámetro, y perianto 6-tépalos, oblongo-elípticos, ciliados en bordes; 9-estambres, 6 en el verticilo exterior y 3 en el interior, exertos; flor femenina de 6 mm de largo, rojiza a amarillenta, 3-sépalos pubescentes, lineal-lanceolados, de 2-4 mm de largo, soldados en un tubo muy corto; corola 3-pétalos, casi atrofiados, lineales, libres, menores que los sépalos; pequeños estaminodios. Fruto aquenio en pera, de 8 x 3-4 mm, envuelto en los 3 sépalos acrescentes pardos, oblongos, de 25 mm de largo. Semilla piriforme-trilobulada, 5-8 mm de largo.

## Uso forrajero
El rebrote de la principal especie de ramoneo, Ruprechtia triflora, no es significativo para determinar el forraje disponible en invierno, pues se comporta como especie de primavera, sin vegetación en verano, y pierde su biomasa foliar en otoño. Por lo tanto, se debe aceptar que un sector del monte choroquete sistemáticamente aprovechado en verano, no pueda volver a ser utilizado en invierno sin poner en peligro el frágil equilibrio, del ambiente en la llanura y zona de transición. Archivado el 14 de noviembre de 2007 en Wayback Machine. En la situación más extensiva, con sistemas de cría bovina con casi exclusivamente especies de ramoneo, se necesitan de 22-34 ha por UA o 15-22 ha/cabeza (promedio) para cubrir los requerimientos animales bovinos a lo largo del año.

## Fuente
- World Conservation Monitoring Centre 1998. Ruprechtia apetala. 2006 IUCN Lista Roja de Especies Amenazadas; bajado 23 de agosto de 2007